# Олаф Роґґензак
Олаф Роґґензак (нім. Olaf Roggensack, нар. 29 травня 1997) — німецький веслувальник, срібний призер Олімпійських ігор 2020 року, чемпіон Європи.

## Виступи на Олімпіадах
| Олімпіада  | Дисципліна | Місце |
| ---------- | ---------- | ----- |
| Токіо 2020 | вісімки    | 2     |
| Париж 2024 | вісімки    | 4     |

## Зовнішні посилання
- Олаф Роґґензак [Архівовано 30 липня 2021 у Wayback Machine.] на сайті FISA.

1. 1 2  https://www.teamdeutschland.de/team/details/olaf-roggensack